# Zooropa
Zooropa (zuːˈroʊpɑː) — восьмой студийный альбом ирландской рок-группы U2, был издан в 1993 году лейблом Island Records. Вдохновлённый событиями Zoo TV Tour, альбом стал идейным последователем этого турне и развил его темы: индустриализацию и перенасыщение человеческого бытия средствами массовой информации. В музыкальном плане группа продолжила эксперименты с альтернативным роком, танцевальной музыкой и электронными звуковыми эффектами, начатые на их предыдущем альбоме Achtung Baby.
Музыканты начали сочинять и записывать новый материал в феврале 1993 года, во время шестимесячного перерыва между гастролями. Первоначально запись задумывалась как мини-альбом в поддержку турне, которое должно было возобновиться в мае 1993 года, но во время сессий было решено развить её до полноценного альбома. Из-за ограничений по времени запись диска происходила в быстром темпе. Альбом не был закончен вовремя, из-за чего группе пришлось завершать микширование и запись уже во время гастролей.
В целом, альбом получил благоприятные отзывы от критиков. Запись хорошо продавалась и заняла верхние строчки чартов многих стран, несмотря на то что ни один из трёх её синглов: «Numb», «Lemon» и «Stay (Faraway, So Close!)» — не достиг существенного успеха в хит-парадах, а время пребывания в чартах и объём продаж (7 миллионов копий) уступали аналогичным показателям Achtung Baby. В 1994 году Zooropa выиграла премию «Грэмми» в номинации «Лучший альтернативный музыкальный альбом». Хотя лонгплей пользовался успехом у аудитории и благосклонностью у музыкальных критиков, рассматривающих его как одну из самых творческих работ группы, участники U2 относятся к нему неоднозначно.

## Предыстория

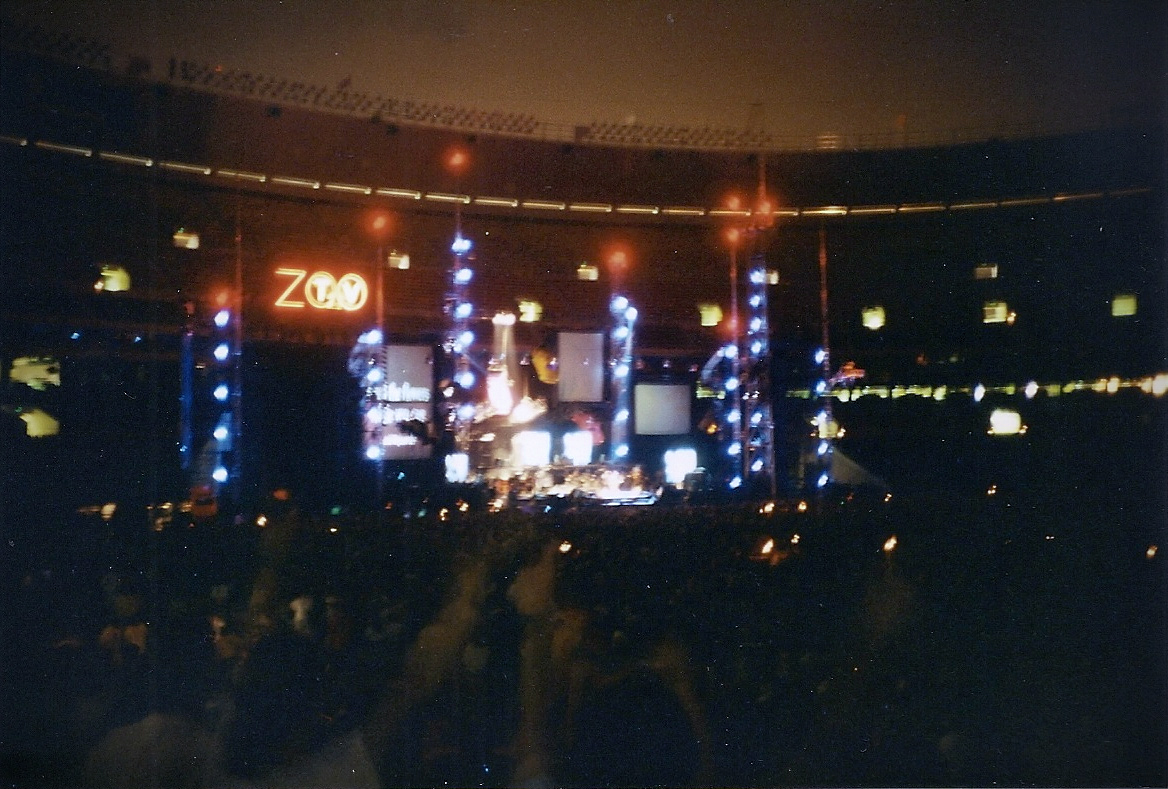
Вдохновением для альбома была мультимедийная тематика гастрольного тура — Zoo TV Tour

Альбом Achtung Baby реабилитировал группу в глазах критиков после неоднозначно принятого Rattle and Hum. Диск хорошо продавался и стал отправной точкой для организации Zoo TV Tour в 1992 году. Для самой группы запись стала музыкальным переосмыслением своего прежнего звучания, музыканты экспериментировали с новыми для себя жанрами: альтернативным роком, индастриалом и танцевальной музыкой. Тур представлял собой креативную мультимедийную постановку и стал одним из самых значительных музыкальных событий своего времени; со сцены U2 высмеивали телевидение и чрезмерную стимуляцию потребления у человека, вызывая у публики ощущение «сенсорной перегрузки». 1992 год стал одним из самых успешных в истории U2, группа продала 2,9 млн билетов на свои концерты, продажи Achtung Baby преодолели отметку в 10 млн проданных копий. Музыканты отыграли 73 шоу в Северной Америке, сборы которых составили 67 млн долларов, больше чем у любого другого исполнителя в 1992 году.
25 ноября 1992 года группа завершила первую часть своего турне, которая называлась «Outside Broadcast» и проходила на территории Северной Америки. Музыканты решили сделать шестимесячный перерыв и продолжить гастроли в мае 1993 года; вторая часть турне должна была проходить в Европе, под названием «Zooropa». Но вместо того, чтобы провести это время на отдыхе, вокалист Боно и гитарист Эдж стремились записать новый материал. После напряжённого гастрольного года они оба не хотели возвращаться к семейному быту. Боно вспоминал: «Мы думали, что могли бы пожить нормальной жизнью, а затем снова вернуться в дорогу [в мае 1993]. Но оказалось, что и духовно и физически мы были погружены в безумие Zoo TV… Поэтому мы решили использовать эти эмоции для создания новой пластинки. У нас всех голова шла кругом, и мы подумали, почему бы не поддержать этот появившийся импульс…?». Ещё одним мотивом для Эджа было желание отвлечь себя от чувств, которые у него вызвал развод с женой в 1991 году. Остальные члены группы — басист Адам Клейтон и барабанщик Ларри Маллен-мл. — в конечном счёте согласились присоединиться к своим коллегам.

## Создание и запись

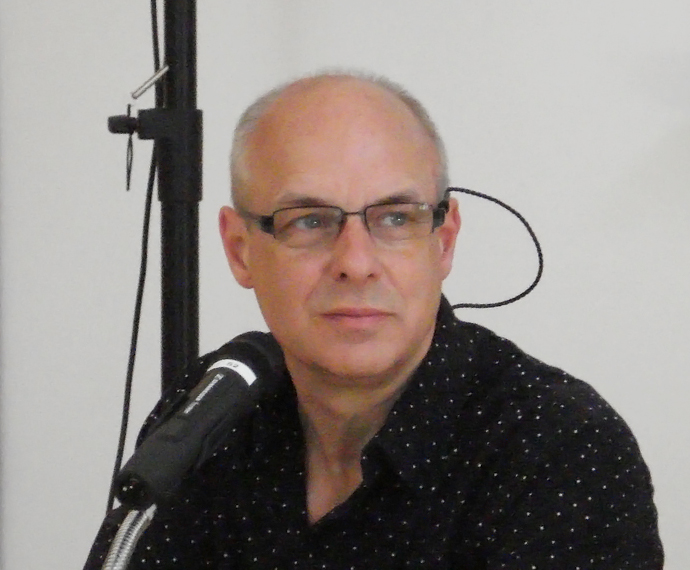
Одним из продюсеров альбома был Брайан Ино, который уже принимал участие в работе над тремя предыдущими дисками U2

Управлять микшированием звука на этих гастролях был приглашён Робби Адамс, который до этого занимался обработкой аудио для Achtung Baby. В ходе турне Адамс сделал запись нескольких саундчеков группы. В январе 1993 года музыканты попросили его объединить эти записи и создать семплы из самых интересных частей, с которыми они могли бы поработать в студии. Адамс несколько недель доводил всё «до ума», после чего группа отправилась на студию The Factory в Дублин, чтобы начать сочинять предварительные демозаписи. Боно и Эдж принимали более активное участие, чем их коллеги, в течение начального периода записи демо-материала, который длился шесть недель.
Для продюсирования сессий был приглашён весь продюсерский состав предыдущего диска: Брайан Ино, Даниэль Лануа и их помощник Марк «Флад» Эллис; однако Лануа не смог принять участие в работе, так как активно продвигал свой сольный альбом. Как и прежде, Ино работал с интервалом в две недели. Группа приносила ему «прогрессирующие» треки, чтобы он довёл их «до ума» и добавил собственные штрихи. Изначально коллектив не имел чёткого представления о том, в каком виде будет выпущен готовый материал. В тот период Клейтон говорил: «Я не знаю, будет ли это новый альбом U2 или так и останется кучей грубых набросков, которые через два года превратятся в демо для нашей следующей записи». Эдж был сторонником создания мини-альбома для поддержки предстоящей части турне, он объяснял: «У нас есть немного свободного времени, у нас есть некоторые идеи, которые закручены вокруг последней записи, давайте сделаем мини-альбом, быть может, четыре новые песни, чтобы немного оживить следующую часть турне. Это будет подарком для фанатов. Это будет здорово».
Вскоре после начала записи Боно настоял на том, чтобы группа двигалась в направлении полноценного альбома. Сначала Эдж колебался, но затем решил рассматривать это как вызов: успеть записать альбом, прежде чем вернуться в турне, и доказать, что группа способна создать качественный продукт, несмотря на ограниченное время. Кроме того, Боно и менеджер группы Пол Макгиннесс обсудили возможность выпуска одной-двух записей, которые были «положены на полку» в период Achtung Baby. В начале марта музыканты достигли консенсуса в плане создания полноценного альбома. Так же, как и во время сессий Achtung Baby, группа разделила работу между двумя студиями одновременно: Адамс управлял микшерным пультом на The Factory, в то время как Флад работал с SSL консолью на Windmill Lane Studios.
В связи с ограничением по времени U2 были вынуждены сочинять и записывать песни в более быстром темпе. Они использовали свою излюбленную технику «джемования» в студии. Ино и Флад редактировали отдельные куски песен по своему усмотрению, а затем обсуждали результат с группой. В свою очередь, музыканты предлагали изменения в аранжировках, добавляли тексты и мелодии, прежде чем исполнять получившийся материал. Ино использовал маркерную доску, чтобы акцентировать внимание группы на определённых моментах, когда они собирались все вместе. Он указывал на аккорды и давал различные команды, такие как «зафиксировать», «стоп», «поменять» и «вернуть», чтобы репетиции шли в нужном русле. Во время записи материала и тестирования различных аранжировок звукоинженеры использовали технику, которую они прозвали «утолщение» и которая позволяла им создать больше 48 аудиодорожек с помощью 24-контактного аналогового рекордера, DAT-машины и синхронизатора. Однако инженеры столкнулись с проблемой «протекающего звука» (когда на микрофон попадают посторонние звуки) на студии The Factory: так как все музыканты записывалась в одной комнате, где вдобавок находился микшерный пульт, а Боно часто пел незаконченные тексты, иногда всё приходилось перезаписывать. Пришлось изготовить флайткейсы и деревянные кабинки для каждого музыканта, чтобы изолировать отдельные партии как можно лучше.
Вдохновением для песен служили разные источники. Так, композиция «Zooropa» была результатом объединения двух разных музыкальных произведений, одно из которых группа обнаружила во время просмотра саундчеков, записанных в ходе первой части тура. Мелодия из куплета «Stay (Faraway, So Close!)» и инструментальный аккомпанемент, который стал песней «Numb», были придуманы в период сессий для Achtung Baby. Композиции «Babyface», «Dirty Day», «Lemon» и «The Wanderer» были написаны во время сессий Zooropa. Кантри-певец Джонни Кэш записал вокал для песни «The Wanderer» во время посещения Дублина, и хотя Боно тоже записал вокал для этой песни, ирландец предпочёл версию Кэша. На протяжении сессий U2 затруднялись ответить на вопрос, какой музыкальный стиль объединяет эту запись, в итоге они разделили композиции на три потенциальные группы: «Лучшие песни», «Танцевальные» и «Альбом-саундтрек» (подразумевается вышедший позднее альбом Original Soundtracks 1, некоторые идеи были использованы для него). Боно предложил редактировать лучшие сегменты этих песен вместе, чтобы получался определённый «монтаж».
«Некоторые из идей, которые появились во время создания Achtung Baby начали „обретать форму“ в ходе турне, когда мы выступали с новыми декорациями и реквизитом, мультимедийными экранами — всей атрибутикой мобильной телестанции. Мы прочувствовали «нутро» этого тура, а затем начали играть с образами и идеями, которые витали в воздухе: они были взяты из мира рекламы, CNN, MTV и так далее. Всё это вызывало отклик в нас и музыке, которая стала «начинкой» альбома... турне очень повлияло на этот альбом. Обычно же всё наоборот: вы записываете диск, а затем отправляетесь на гастроли и черпаете в это время вдохновение из альбома».
Поскольку в мае началась следующая часть тура, U2 совмещали запись с репетициями концертов. Ограничение по времени помешало музыкантам больше поработать над аранжировками для новых песен. Несмотря на быстрый темп сессий, альбом не был завершён к началу возобновления гастролей. Кроме того, Фладу и Ино пришлось начать работу над другими проектами. Эдж вспоминал, как все говорили группе: «Ну, это же мини-альбом. Вы всё сделали хорошо, но нужно поработать подольше, нужно закончить некоторые песни». Тем не менее, музыканты не хотели откладывать проект «в долгий ящик», так как они считали, что были на творческом подъёме. К тому же пришлось бы полгода ждать окончания турне, и группа боялась потерять эмоциональную связь с материалом и нынешнее духовное состояние.
Музыканты решили десяток дней полетать между местами концертов и Дублином, чтобы закончить запись. Микширование происходило ночью, во время выходных дней. Клейтон назвал этот процесс «самой сумасшедшей ситуацией, в которую мы могли себя загнать», а по мнению Маллена «это было безумие, но это было полезное безумие». Позже Макгиннесс отметил, что эти усилия чуть не свели группу в могилу.
Инженеры использовали одновременно три комнаты в Windmill Lane Studios: для микширования, овердаббинга и редактирования. По словам Адамса, «в студии не было ни единого человека, кто бы сидел без дела, наблюдал или ждал». Флад называл этот период «абсолютным безумием». Отказавшись от автоматизированной консоли, инженеры придерживались варианта микширования «вручную», исходя из прошлого опыта с Лануа. Во время микширования группа и инженеры сидели и подзадоривали друг друга, создавая, по словам Адамса, «чувство, что за тебя болеют. Всё это вызывало в нас нервную энергию и внутреннее давление, придавая всему происходящему атмосферу живого выступления».
В последнюю неделю записи группа решила убрать из альбома традиционные рок-песни и «гитарные треки» в пользу «бессвязного альбома, экспериментального попа». Эдж был отмечен как продюсер, что было его дебютом в этой роли на пластинках U2 и дополнительной ответственностью, которую он возлагал на себя за эту запись. Во время сессий были записаны двадцать песен, но в конечном счёте из них были выбраны десять. Одной из песен, которая не попала на диск, была «In Cold Blood», она содержала мрачный текст, написанный Боно в ответ на Боснийскую войну и была издана ещё до выхода альбома. Другими «забракованными» песнями были «Hold Me, Thrill Me, Kiss Me, Kill Me», «If God Will Send His Angels», «If You Wear That Velvet Dress» и «Wake Up Dead Man». Первая была выпущена в 1995 году, в качестве сингла к саундтреку «Бэтмен навсегда», остальные три попали на следующий студийный альбом группы — Pop в 1997 году.

## Содержание

### Музыка
На альбоме было ещё больше «европейской» музыкальной эстетики, чем на предыдущей работе U2. Zooropa стала дальнейшим движением от «рутсового» звучания группы конца 80-х годов. Высокотехнологичный Zoo TV Tour оказал большое влияние на стилистику альбома; группа использовала различные передовые технологии в качестве музыкальных ресурсов. Также в записи возросло влияние альтернативного рока, электронной танцевальной музыки и индастриала — они были ещё более синтезированные, чем на прошлом диске U2; группа активно пользовалась синтезаторами, добавляя различные звуковые эффекты и аудиолупы. В дополнение к Брайану Ино, который отметился на шести треках, на синтезаторах начал играть ещё и Эдж. Гитарный стиль последнего ознаменовал дальнейший отход от его фирменного звука, теперь музыкант использовал ещё больше различных эффектов, а в песнях уменьшался акцент на его гитарных партиях. Например, в композиции «Lemon», названной порталом Allmusic «немецким диско космической эры», была гитарная партия с эффектом «гейт» (реверберация с подавлением сигнала затухания). Искажённое звучание песни «Daddy’s Gonna Pay For Your Crashed Car» Боно описал как «индастриальный блюз». Другие композиции звучали более традиционно: «The First Time» — «спокойная» соул-композиция, первоначально была написана для Эла Грина; «Stay (Faraway, So Close!)» появилась, когда Эдж играл прогрессии аккордов на фортепиано в духе «старой школы», а-ля Фрэнк Синатра.
Подобно тому, как на мониторах во время шоу Zoo TV Tour чередовались кадры из телевизионных программ, ряд песен содержали похожие по замыслу аудиосемплы. Так, начало заглавной песни — «Zooropa» — содержало коллаж из неразборчивых человеческих голосов (на манер радио), которые произносили рекламные лозунги на фоне аккордов синтезатора с эффектом сустейна. Композиция «Numb» демонстрировала сильное влияние индастриала, она содержала различные ритмические шумы, «аркадные звуки», звук перемотки плеера и семплы ударов по большому барабану мальчиком из Гитлерюгенда, последние были взяты из фильма «Триумф воли» 1935 года. «Daddy’s Gonna Pay For Your Crashed Car» начинается звуком фанфар с пластинки «Любимые песни Ильича» (1976 г.) и семплом из песни музыканта MC 900 Ft. Jesus «The City Sleeps».
В плане вокала Боно продолжал работать над уходом от стиля, характерного для него в 1980-е годы. Музыкальный критик Джон Парелес описывал это так: «Боно не даёт мощи своих лёгких проявиться в полной мере, предпочитая нашёптывать, а не греметь стальным голосом». Кроме того, в песнях «Lemon» и «Numb» Боно поёт оперным фальцетом, который он прозвал «голосом толстухи». На двух композициях были нетипичные лид-вокалисты: Эдж исполнил «Numb» в виде безразличного монолога — музыкант монотонно произносит команды с приставкой «Не»; для песни «The Wanderer» был приглашён кантри-певец Джонни Кэш. Эта песня не случайно была выбрана в качестве заключительной, группа хотела закончить пластинку «музыкальной шуткой»: «измученный» голос Кэша звучит на фоне синтезированной басовой линии. Группа описала этот инструментальный фон как «ультиматум для Holiday Inn из ада» (имеется в виду «мьюзак», который звучит в этих отелях этой корпорации).

### Тематика песен

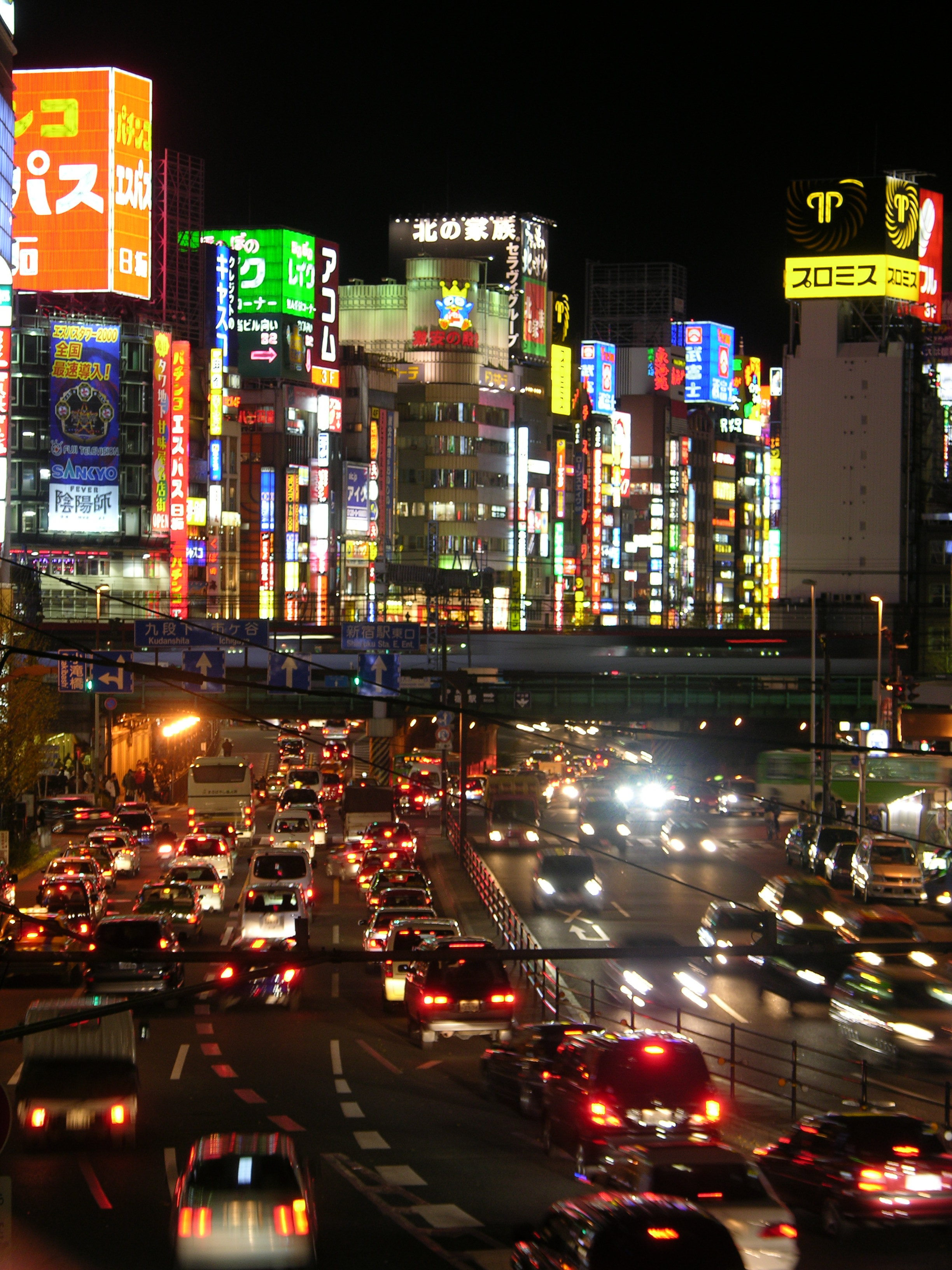
Бэкграунд композиции Zooropa — футуристический мегаполис переполненный рекламой, как Токио

Боно — автор восьми песен из десяти, Эдж написал композицию «Numb», текст «Dirty Day» они сочинили сообща. Индустриализация является основной темой альбома, она была вдохновлена событиями, пережитыми группой во время Zoo TV Tour. Джон Парелес предположил, что лирика песен посвящена тому, как «сообщения СМИ „отравляют“ людские души»; музыкальный журналист Дэвид Браун написал, что основная тема альбома — «эмоциональный надлом в эпоху технотроники». Критик Роберт Хилбёрн интерпретирует альбом, как попытку U2 разобраться в вопросе «разочарованности современного человека».
Композиция «Zooropa» была навеяна неоновыми вывесками яркого футуристического города. Вначале песни фоновый голос вопрошает: «Чего ты хочешь?». Ответом на вопрос служит лирика в первых трёх куплетах, состоящая из различных рекламных слоганов, таких как «Дизайнерское — лучше», «Будь всем, чем ты можешь быть» и «Превосходство высоких технологий». Критик Парри Джеттелман интерпретировал смысл этих строк как «описание пустоты современной жизни без Бога». Во второй половине песни тема нравственного замешательства и неопределённости подчеркивается строчками: «У меня нет компаса / И у меня нет карты». Темой композиции «Babyface» был человек, который испытывает навязчивую любовь к знаменитости, управляя её изображением при помощи ТВ-записи. «Lemon» была вдохновлена старой видеозаписью с покойной матерью Боно в платье лимонного цвета; песня описывает попытки человека сохранить воспоминания с помощью технологий. Это нашло отражение в строчках: «Человек снимает картинки / Движущиеся картинки / Через кинопроектор он может видеть себя рядом». Текст композиции «Numb» являются чередой запрещающих команд на шумном фоне. Эдж отметил, что песня была навеяна одной из тем Zoo TV — «чувством, что на тебя обрушивается столько, что ты просто отключаешься и не можешь реагировать, потому что повсюду было море изображений и информации, которыми тебя пичкали».
Помимо лирики с индустриальной окраской, на альбоме есть песни с более «одушевлёнными» текстами. «The First Time» была интерпретирована Боно, как история о блудном сыне, но в этой версии сын решает не возвращаться домой. «Dirty Day» была написана о человеке, который уходит из семьи и возвращается много лет спустя, чтобы увидеться со своим сыном. Многое в тексте было взято из фраз, которые часто использовал отец Боно, например: «Кровь не гуще чернил» и «Время поцелуя не продлить». «Stay (Faraway, So Close!)» — история о женщине, испытавшей бытовое насилие, она сбегает из дому, но ей некуда идти, кроме как вернуться назад. Портал Allmusic назвал её «одной из лучших песен о любви, вышедших из под пера U2». Текст «The Wanderer» Боно опирает на ветхозаветную Книгу Екклесиаста, и он смоделировал героя песни по образу рассказчика книги — «Проповедника». Этот человек скитается по постапокалиптическому миру «в поисках опыта», он пробует все аспекты человеческой культуры в надежде найти смысл жизни. Боно описал песню как «противоядие от декларируемого альбомом манифеста неуверенности», он считает, что композиция предлагает возможное решение всей той неопределённости, которой насыщена большая часть альбома.

### Обложка и название
Дизайн обложки был разработан фирмой Works Associates of Dublin под руководством Стива Эверилла, который создал большинство обложек для U2. На ней изображён скетч звёздного круга из флага Европы с рисунком «печального космонавта» в центре. Этот рисунок, созданный Шогном Макгратом, был переделкой граффити Чарли Уискера «лицо ребёнка» (англ. Babyface), которое было изображено на лицевой стороне CD Achtung Baby. По замыслу, рисунок представлял собой городскую легенду: после распада СССР на орбите забыли советского космонавта (поэтому он «печальный»). На задней стороне изображены фотографии в формате 3x3, по аналогии с фотографиями 4х4 на обложке Achtung Baby. Среди них есть кадры женского лица и рта, а также фотографии европейских лидеров: Владимира Ленина, Бенито Муссолини и Николае Чаушеску. Эти изображения были заретушированы искажённым фиолетовым текстом, который содержал строчки из незаконченных песен, в том числе — «Hold Me, Thrill Me, Kiss Me, Kill Me», «Wake Up Dead Man» и «If You Wear That Velvet Dress», которые были доделаны и выпущены позже, в период между 1995 и 1997 годами. Писатель Вишня Коган (англ. Višnja Cogan) описал этот текст как: «создающий эффект рваной занавеси».
Альбом получил своё название в честь одноимённой европейской части турне Zoo TV Tour, которая стартовала в мае 1993 года, на стадии завершения записи. Zooropa — это словослияние двух слов: «зоопарк» (из Zoo TV Tour и «Zoo Station») и «Европа». В процессе создания альбома, одним из предложенных названий было «Скрипучий» (англ. Squeaky).

## Выпуск
Выпуск Zooropa завершал контракт группы с лейблом Island Records, и их дочерней компанией PolyGram, которая распространяла записи U2 на международном рынке. Хотя группа могла перейти на любой другой лейбл, музыканты решили остаться на Island, так как за годы сотрудничества у них сложились дружеские отношения с самой фирмой и её основателем — Крисом Блэкуэллом. Был подписан новый контракт на шесть альбомов. По оценкам Los Angeles Times, он принёс музыкантам 60 млн долларов, что сделало их самой высокооплачиваемой рок-группой в истории. В то же время U2 были осведомлены о новых технологиях распространения записей, которые могли кардинально повлиять на доставку и продажу музыки в последующие годы. Писатель Билл Флэнаган предположил: «Музыкальные магазины теряли свою актуальность, так как музыку можно доставить по телевизионному кабелю, телефонному проводу или с помощью спутникового сигнала непосредственно в дома потребителей». Сомневаясь в будущем новых технологий, а также в переменчивом рынке телекоммуникационных компаний, U2 провели переговоры с Island Records, обговорив пункт, согласно которому расчёт доходов от будущих маркетинговых систем будет гибким и будет решаться в реальном времени. Тем не менее, музыканты обдумывали идею выпустить Zooropa не на обычных физических носителях, а в виде интерактивной аудиовидеопрезентации, но из-за сроков возобновления Zoo TV от этой идём пришлось отказаться.
Музыканты привезли новый альбом на лейбл PolyGram в конце мая, чем застали их врасплох, так как они не ожидали очередной альбом от группы так скоро. В случае с Achtung Baby у лейбла было примерно шесть месяцев на то, чтобы разработать маркетинговую стратегию его издания, но внезапное завершение Zooropa требовало более быстрого плана «раскрутки» диска. Президент PolyGram Рик Доббис пояснил: «Мы готовились шесть месяцев к изданию Achtung Baby — это было похоже на марафон. Но теперь это напоминало спринт, с подобным настроением он и создавался. Группа была очень взволнована процессом… им пришлось ускориться — „стать спринтерами“, чтобы завершить альбом до… начала турне. Мы хотим передать слушателям это настроение». Во время «раскрутки» нового альбома Island и PolyGram уделяли меньше внимания синглам, сфокусировавшись на альбоме в целом. В итоге было выпущено только три сингла, по сравнению с пятью из Achtung Baby. Первый сингл — «Numb» — вышел в июне 1993 года исключительно на VHS как «видеосингл». Клип был срежиссирован Кевином Годли. Песня достигла седьмой строчки в чарте Австралии и девятой в Канаде, а также заняла второе место в американском Billboard Modern Rock Tracks. Однако «Numb» не попал в профильные чарты синглов Великобритании или США.
Zooropa была выпущена 5 июля 1993 года, во время возобновившегося Zoo TV. В магазины было отгружено 1,6 миллиона копий альбома, что делало его доступным для всех желающих. Старт продаж был более чем успешен — диск дебютировал на первом месте в чартах многих стран: Соединённых Штатов, Великобритании, Канады, Австралии, Новой Зеландии, Франции, Германии, Австрии, Швеции и Швейцарии. Кроме того, он поднялся до первой строчки хит-парадов Нидерландов, Италии, Японии, Норвегии, Дании, Ирландии и Исландии. В США альбом провёл две недели на вершине Billboard 200 и оставался в Top-10 ещё семь недель. В течение первой недели продаж в США было раскуплено 377 000 дисков, что стало лучшим американским дебютом группы на тот момент. Альбом достиг Top-10 в чартах 26 стран. Но этот альбом, хотя и вышел в лидеры, не смог поспорить с Achtung Baby по длительности пребывания в чартах. Так, Zooropa находился 40 недель в Billboard 200 против 120 у Achtung Baby. Схожим образом альбом сдал позиции в Великобритании, пробыв 31 неделю в UK Albums Chart, что на 56 недель меньше, чем у его предшественника.
В поддержку альбома были выпущены ещё два сингла. В сентябре 1993 года был издан «Lemon» — ограниченным тиражом на территории Северной Америке, Австралии и Японии. Он достиг шестой строчки в чарте Австралии и занял третье место в хит-параде Modern Rock Tracks. 22 ноября 1993 года был выпущен третий сингл — «Stay (Faraway, So Close!)». Он стал самым успешным синглом альбома, заняв первое место в Ирландии, пятое в Австралии, шестое в Новой Зеландии, четвёртое в Великобритании и 61-е в США и став единственным синглом пластинки, который попал в главные чарты Британии и США. Кроме этого, композиция «Zooropa» была выпущена в качестве промосингла в Мексике и Соединённых Штатах. К концу 1993 года на территории США было продано более 1,8 миллиона копий альбома.
Альбом получил платиновый сертификат в Великобритании, дважды платиновый в Соединённых Штатах, трижды платиновый в Австралии, четырежды платиновый в Новой Зеландии и Канаде. На сегодняшний день по всему миру продано более 7 миллионов экземпляров альбома.

## Отзывы критиков
| Оценки критиков        | Оценки критиков |
| Источник               | Оценка          |
| ---------------------- | --------------- |
| Allmusic               | [ 93 ]          |
| Chicago Sun-Times      | [ 94 ]          |
| Entertainment Weekly   | A               |
| Los Angeles Times      | [ 96 ]          |
| The New Zealand Herald | [ 97 ]          |
| Orlando Sentinel       | [ 98 ]          |
| Q                      | [ 99 ]          |
| Rolling Stone          | [ 100 ]         |
| Spin                   | (позитивная)    |
| Роберт Кристгау        | B−              |

В целом альбом получил положительные отзывы от критиков. Энтони Декёртис из Rolling Stone написал в своей статье, что альбом был «смелой, метафорической кодой для Achtung Baby», «он разнообразный и нарочито-экспериментальный, но его общее настроение — легкомысленной анархии, смешанной с плохо скрываемым ужасом — убедительно работает как связь между содержимым». Журнал Spin опубликовал положительный обзор, отметив, что запись «звучит так, будто группа меняет кожу, поочерёдно примеряя на себя разные личности». Издание отметило, что у альбома есть «атмосфера целостности», похвалив «чувство локтя» отдельных участников группы. В заключении, был сделан вывод: «альбом указывает, что U2 могут достойно противостоять любым абсурдным мутациям, которыми нас угостят 90-е годы». Музыкальный обозреватель New York Times Джон Парелес с удовольствием отметил, что группа пережила трансформацию и стала «шумной, игривой и готовой избавиться от старых привычек». Парелес наслаждался электронными эффектами, благодаря которым на диске «трудно распознать стандартное звучание группы из четырёх человек», он отметил, что «новые песни созданы не для стадионов… но для ночных радиошоу и частного прослушивания в наушниках». Рецензент газеты Orlando Sentinel поставил записи три звезды из пяти, посетовав: «хотя, по большей части, группа опиралась на электронный саунд современной танцевальной музыки, ритмичные треки не вызывают сильного желания потанцевать». В обзоре отмечалось, что продюсирование Брайана Ино и электронные экзерсисы сделали альбом интересным, но вердикт был неутешителен: «нет ничего, что особенно хочется напевать» и «тексты не западают в память».
Дэвид Браун из Entertainment Weekly присвоил диску рейтинг «А», назвав его «волнующим альбомом со спонтанным звучанием». Браун отметил, что запись звучит «неряшливо» и «бессвязно», но уточнил, «в этом чувстве бессистемности вся суть» в контексте технологической тематики альбома. Он пришёл к выводу: «Для диска, который не задумывался как альбом, это вполне полноценная запись». Роберт Хилбёрн из Los Angeles Times поставил диску максимальную оценку в четыре звезды. В двух отдельных статьях он написал, что «альбом максимально передал тревожный, даже параноидальный тон Zoo TV Tour» и звучит как привет с этих гастролей. Джим Салливан из Boston Globe в своём обзоре назвал альбом «очередным творческим успехом U2», отметив, что, несмотря на музыкальные эксперименты, группа все же сохранила своё характерное звучание. Он отметил, что на смену «страстным гимнам» и «глянцевому поп-очарованию» в альбоме приходят «тёмные тона, разрушающие гармонию восклицания и удручённость». Обозреватель журнала Q Пол Дю Нойер поставил альбому четыре балла из пяти, отметив: «На протяжении всей записи сохраняется чувство бесцельности и покорности судьбе — чувство отсутствия корней, пустоты, беспокойства и бесприютности». Дю Нойера пишет, что U2 находятся на пике формы, они «чудовищно сплочены как исполнительский коллектив и творчески изобретательны как композиторы, так что результат превосходит ожидания от простого эксперимента».
Обзор от The New Zealand Herald был более критичен, отмечалось, что альбом задумывался как ЕР и «просто стал более длиннее, но не обязательно лучше». Публицист назвал его «вызывающим больше недоумения, чем заинтригованности» и отметил, что U2 звучат так, «как будто у величайшей в мире группы величайший и причудливейший кризис среднего возраста». Джим Дерогатис из Chicago Sun-Times поставил записи три с половиной балла, назвав её «неровной», но признавая: «Приятно и удивительно услышать от группы в статуса U2 нечто настолько игривое, экспериментальное и откровенно странное». Музыкальный критик Роберт Кристгау оценил диск рейтингом «B-», назвав его «наполовину альбомом Ино» в том же смысле, в каком ими были спродюсированные Брайаном Ино записи Low и «Heroes» берлинской трилогии Дэвида Боуи, «с той лишь разницей, что Боуи и Ино 1977 года были посвежее, чем Боно и Ино сегодня». Большая часть ирландской прессы приняла альбом «в штыки»; так, Джордж Бирн из местной Irish Independent писал: «Песни звучат так, будто они были слеплены в кратчайшие сроки, а лирика содержит не больше глубоких мыслей, чем ди-джейский таймче́к». Сергей Степанов («Афиша Daily») в своём обзоре творчества группы назвал Zooropa одной из самых эклектичных и занимательных пластинок U2.
В 1993 году Zooropa заняла 9-е место в категории «Лучший альбом» опроса «Pazz & Jop». В 1994 году альбом получил «Грэмми» в номинации «Лучший альтернативный музыкальный альбом». Поднявшись на сцену, Боно саркастически высмеял «альтернативную» характеристику альбома и использовал ненормативную лексику в прямом эфире: «Я хотел бы обратиться к молодёжи Америки. Мы будем продолжать злоупотреблять нашим положением и „дрючить“ мейнстрим».

## Zoo TV Tour

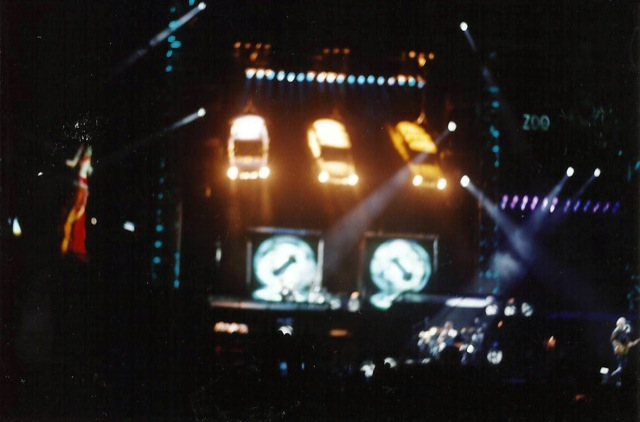
Музыканты закончили альбом по ходу возобновившегося турне, они исполняли новые песни перед фанатами на оставшихся концертах

Zoo TV Tour стартовал в феврале 1992 года, он был организован в поддержку предыдущего альбома группы — Achtung Baby. В отличие от свойственной для ранних шоу U2 минималистичности, Zoo TV Tour представлял собой грандиозное мультимедийное представление, высмеивающее телевидение и СМИ, и вызывающее у аудитории эффект «сенсорной перегрузки». Сцена Zoo TV включала десятки больших видеоэкранов, транслировавших случайные телепрограммы, фрагменты видеоклипов из поп-культуры, а также различные визуальные эффекты и случайные текстовые фразы. Во время шоу происходили различные спутниковые включения, просмотр телеканалов, телефонные розыгрыши и даже видеоисповеди.
К моменту издания альбома бо́льшая часть Zoo TV была пройдена. Из 157 шоу, которые музыканты отыграли в ходе турне, примерно 30 пришлось на период после выхода альбома. Многие из его песен стали регулярно исполняться на концертах. «Lemon» и «Daddy’s Gonna Pay for Your Crashed Car» исполнялись Боно в образе MacPhisto, во время вызовов «на бис» в Австралии. Песня «Dirty Day» также исполнялась в австралийской части турне, после акустического сета. Композиция «Numb» исполнялась Эджем: он пел и аккомпанимировал себе на гитаре, а Ларри Маллен садился за ударную установку и подпевал ему. Группа сыграла «Zooropa» только три раза, а «Babyface» — шесть, прежде чем они были убраны из сет-листа, так как музыканты почувствовали, что песни звучат недостаточно хорошо «вживую». Однако во время шоу Zoo TV: Live from Sydney видно, что начальный рифф из «Zooropa» по-прежнему использовался в мультимедийной интродукции концертов в Австралазии (Zoomerang и New Zooland). «Stay (Faraway, So Close!)» исполнялась в акустическом варианте, на концертах Zooropa и Zoomerang.

## Ретроспективная оценка
«Эти песни не стали классикой, но они были более экспериментальнее и интереснее, чем классические поп-песни. Вряд ли мы будем заниматься чем-то подобным в будущем. Мы уже не работаем над музыкой только потому, что она необычна. Теперь для нас этого недостаточно. Мы хотим чего-то более сильного, а некоторые песни на Zooropa были недостаточно сильными».
После выхода записи Дэвид Боуи одобрительно отозвался о группе, написав: «Кто-то может считать, что U2 — это не более чем трилистники и дойчмарки, но я чувствую, что это одна из немногих рок-групп, которая пытается намекнуть, что будет в мире после очередной великой даты — 2000 года». Хотя альбом пользовался успехом, в последующие годы группа отзывалась о нём со смешанными чувствами и редко играла материал из Zooropa на своих концертах. Боно говорил: «В то время я думал, что Zooropa гениальна. Я действительно думал, что наш [тогдашний] поп-формат лучшим образом отражал наши эксперименты и альбом был этаким „Сержантом Пеппером“ от U2. Я был слегка неправ. В действительности наше поп-исполнение нас подводило. Мы не создавали хитов. А какой же „Сержант Пеппер“ без поп-музыки?». По мнению Эджа, песни не были достаточно «сильными»: «Я никогда не рассматривал Zooropa как нечто большее, чем интерлюдию [в нашей карьере]… но это великая интерлюдия. Безусловно, самая интересная в нашей карьере». В одном из интервью Адам Клейтон сказал: «Это странная запись… и моя самая любимая».
Нил Маккормик писал об альбоме: «Создаётся ощущение, что это проходная работа, хотя у U2 обычно не бывает проходных работ. Но если ты не делаешь Громкого Заявления, на выходе может получиться что-то в духе поп-музыки». В 1997 году журнал Spin писал: «На этом альбоме U2 отошли настолько далеко от монашеского мистицизма The Joshua Tree, насколько возможно. Они обрели свободу от себя прежних». В 2002 году Эдна Гандерсен из USA Today заявила: «Новизна Achtung Baby и Zooropa закрепила место U2 в массовом сознании и усилила их имидж „бесстрашных первопроходцев“». В 2011 году журнал Rolling Stone поставил альбом на 61-е место в своём списке «100 лучших альбомов девяностых». В ретроспективном обзоре портала Allmusic, Стивен Томас Эрлевайн, дав диску четыре звезды, заявил: «Бо́льшая часть альбома гораздо более смелая, чем предыдущий» (Achtung Baby). Хотя в некоторых местах, по мнению критика, он «мутноватый и бессвязный… лучшие моменты альбома можно поставить в один ряд с самой вдохновенной и прекрасной музыкой U2».

## Список композиций
Все тексты написаны Боно, кроме отмеченных, вся музыка написана U2.
| №                   | Название                                 | Смикшировано        | Длительность |
| ------------------- | ---------------------------------------- | ------------------- | ------------ |
| 1.                  | «Zooropa»                                | Флад                | 6:31         |
| 2.                  | «Babyface»                               | Флад                | 4:01         |
| 3.                  | «Numb» (Эдж)                             | Робби Адамс         | 4:20         |
| 4.                  | «Lemon»                                  | Флад                | 6:58         |
| 5.                  | «Stay (Faraway, So Close!)»              | Флад                | 4:58         |
| 6.                  | «Daddy's Gonna Pay for Your Crashed Car» | Флад                | 5:20         |
| 7.                  | «Some Days Are Better Than Others»       | Робби Адамс         | 4:17         |
| 8.                  | «The First Time»                         | Флад                | 3:45         |
| 9.                  | «Dirty Day» (Боно, Эдж)                  | Робби Адамс         | 5:24         |
| 10.                 | «The Wanderer»                           | Флад, Робби Адамс   | 5:41         |
| Общая длительность: | Общая длительность:                      | Общая длительность: | 51:15        |

После окончания «The Wanderer» в течение 30-ти секунд играет «скрытый трек» — он состоит из сигнала, используемого для оповещения диск-жокеев во время «мёртвого эфира».

## Участники записи
| U2 - Боно — вокал, гитара; - Адам Клейтон — бас-гитара; - Эдж — гитара, фортепиано, синтезаторы, вокал; - Ларри Маллен-мл. — ударные, бэк-вокал. Дополнительные музыканты - Брайан Ино — синтезаторы, фортепиано аркадные звуки, бэк-вокал, лупы, струнные, фисгармония - Дес Бродбери — лупы (треки 2, 6, 7) - Флад — лупы (треки 6, 10) - Джонни Кэш — вокал на «The Wanderer» | Студийный персонал - Продюсирование — Флад, Брайан Ино, Эдж - Микширование — Флад, Робби Адамс - Звукоинженеры — Флад, Робби Адамс - Ассистенты инженера микширования — Уилли Менион, Роб Кирван, Мэри Макшейн - Цифровое редактирование — Стюарт Уайтмор - Мастеринг — Эрни Экоста |

## Позиции в чартах
| Чарт (1993)       | Высшая позиция |
| ----------------- | -------------- |
| Австралия         | 1              |
| Австрия           | 1              |
| Великобритания    | 1              |
| Германия          | 1              |
| Италия            | 1              |
| Канада            | 1              |
| Нидерланды        | 1              |
| Новая Зеландия    | 1              |
| Соединённые Штаты | 1              |
| Франция           | 1              |
| Швеция            | 1              |
| Япония            | 5              |

| Чарт (1993) | Позиция |
| ----------- | ------- |
| Австралия   | 9       |
| Австрия     | 9       |
| Швейцария   | 36      |

| Страна         | Организация | Сертификация |
| -------------- | ----------- | ------------ |
| Австралия      | ARIA        | 2×Платиновый |
| Австрия        | IFPI        | Золотой      |
| Бразилия       | ABPD        | Золотой      |
| Великобритания | BPI         | Платиновый   |
| Германия       | BVMI        | Золотой      |
| Канада         | CRIA        | 4×Платиновый |
| Новая Зеландия | RIANZ       | 4×Платиновый |
| США            | RIAA        | 2×Платиновый |
| Франция        | SNEP        | 2×Платиновый |
| Швеция         | IFPI        | Золотой      |

| Год                             | Сингл                       | Высшая позиция | Высшая позиция | Высшая позиция | Высшая позиция | Высшая позиция | Высшая позиция | Высшая позиция | Сертификация   |
| Год                             | Сингл                       | IRE            | AUS            | CAN            | NZ             | UK             | US Mod         | US Hot         | Сертификация   |
| ------------------------------- | --------------------------- | -------------- | -------------- | -------------- | -------------- | -------------- | -------------- | -------------- | -------------- |
| 1993                            | «Numb»                      | —              | 7              | 9              | 13             | —              | 2              | —              |                |
| 1993                            | «Lemon»                     | —              | 6              | 20             | 4              | —              | 3              | —              |                |
| 1993                            | «Zooropa»                   | —              | —              | —              | —              | —              | 13             | —              |                |
| 1993                            | «Stay (Faraway, So Close!)» | 1              | 5              | —              | 6              | 4              | 15             | —              | - : Серебряный |
| 1994                            | «Stay (Faraway, So Close!)» | —              | —              | 14             | —              | —              | —              | 61             | - : Серебряный |
| «—» сингл не попал в этот чарт. |                             |                |                |                |                |                |                |                |                |

## Премия «Грэмми»
| Год  | Альбом  | Награда                                  | Победитель |
| ---- | ------- | ---------------------------------------- | ---------- |
| 1993 | Zooropa | Лучший альтернативный музыкальный альбом | U2         |